# Rüdiger Dingemann
Rüdiger Dingemann (* 26. Juli 1951 in Braunschweig; † 1. Dezember 2024 in Plau am See) war ein deutscher Sachbuchautor.

## Leben
Dingemann absolvierte eine Lehre als Verlagsbuchhändler. In München studierte er Germanistik und Geschichte. Er war unter anderem als Verlagslektor für mehrere Verlage tätig und war von 1994 bis 2000 Chefredakteur des Encarta-Weltatlas und der Encarta-Enzyklopädie. Er arbeitete für das Online-Magazin Perlentaucher sowie weitere Print- und Online-Medien.
Zusammen mit Renate Lüdde, mit der er Sachbücher veröffentlichte, betrieb er ein Redaktionsbüro. Dingemann wohnte in Plau am See.

## Werke
- Westermann-Lexikon Krisenherde der Welt. Konflikte und Kriege seit 1945. Westermann, Braunschweig 1996, ISBN 3-07-509516-8
- Bewaffnete Konflikte seit 1945.Zwischenstaatliche Auseinandersetzungen, Befreiungskriege in der Dritten Welt, Bürgerkriege. Econ Verlag, Düsseldorf 1983, ISBN 3-612-10029-7
- Deutschlands Osten einst & jetzt. Weltbild, Augsburg 2010, ISBN 978-3-8289-0922-9
- Tatort. Das Lexikon,  alle Fakten, alle Fälle, alle Kommissare. Knaur, München 2010, ISBN 978-3-426-78419-8

mit Renate Lüdde
- Die Quelle-Story. Ein deutsches Unternehmen im Spiegel der Zeit. Bucher, München 2007, ISBN 978-3-7658-1616-1
- Endlich Ferien! Wie die Deutschen das Reisen entdeckten. Bucher, München 2007, ISBN 978-3-7658-1573-7
- 60 Jahre Deutschland. 1949–2009. Was uns bewegte. Bucher, München 2011, ISBN 978-3-7658-1765-6

Herausgeberschaften
- Die Ewigkeit des Augenblicks. Bruckmann, München 2007, ISBN 978-3-7654-4603-0